# Frank Andrew Munsey

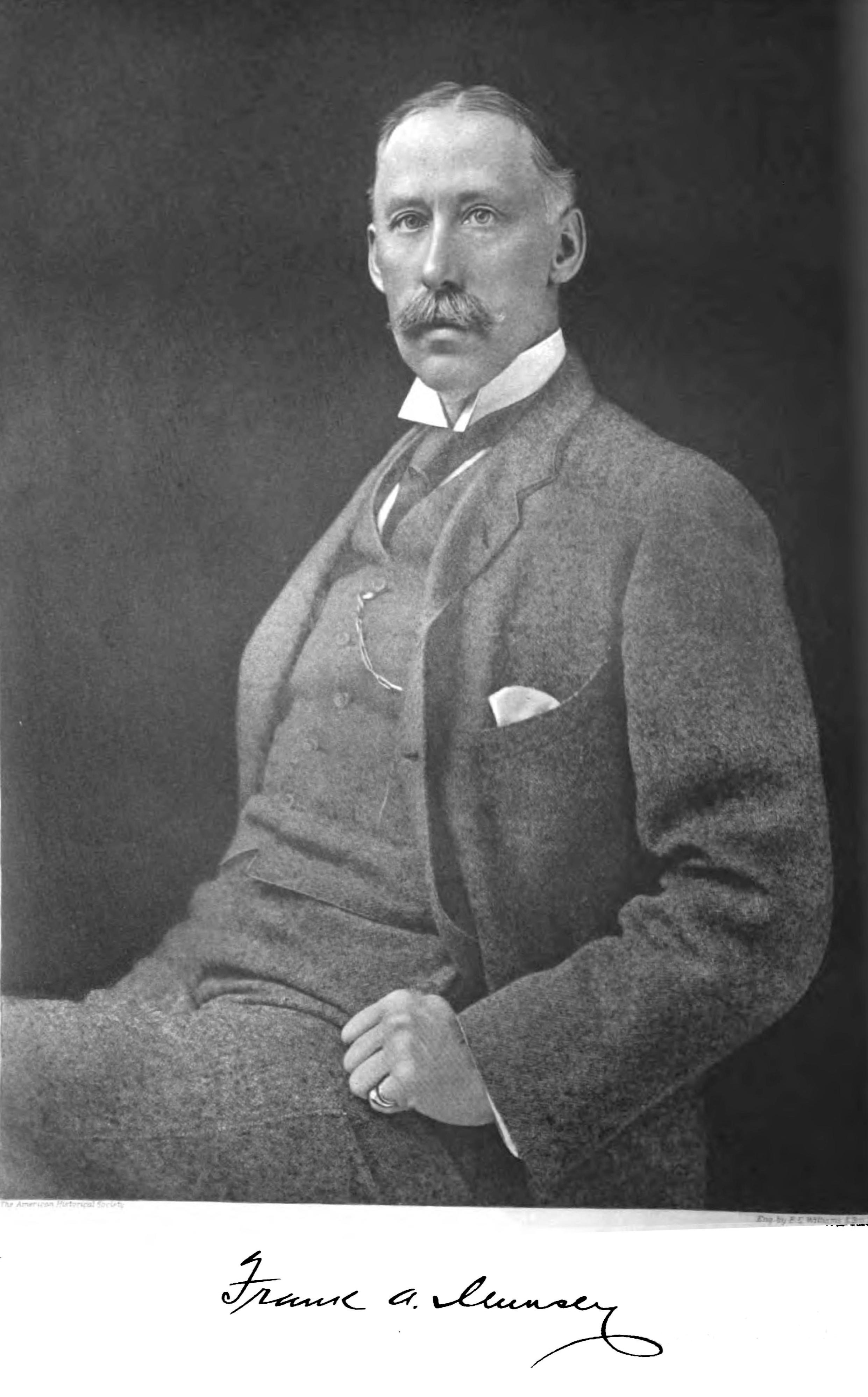
Frank Andrew Munsey 1919

Frank Andrew Munsey (geboren am 21. August 1854 in Mercer, Maine; gestorben am 22. Dezember 1925 in New York City) war ein amerikanischer Zeitschriften- und Zeitungsverleger und Schriftsteller. Er war ein früher Vertreter einer auf die Errichtung von Zeitungsmonopolen ausgerichteten Verlagspolitik und gilt mit dem Magazin Argosy als Erfinder des Pulp-Magazins.

## Leben

### Anfänge
Munsey war der Sohn von Andrew Chauncey Munsey, einem Farmer und Zimmermann, und von Mary Jane Merritt, geborene Hopkins. Er besuchte 1881 für ein paar Monate das Eastman Business College in Poughkeepsie, New York, hatte aber davon abgesehen keine formale Ausbildung und war ein Autodidakt und Selfmademan von Anfang an.
Er begann noch als Jugendlicher in einer Lebensmittelhandlung in Lisbon Falls, Maine zu arbeiten und brachte sich während dieser Zeit die Grundkenntnisse der Telegrafie bei. Er kündigte und arbeitete fortan als Telegrafist in einer Reihe von Hotels in Neuengland um schließlich Leiter des Büros der Western Union in Augusta zu werden.
Augusta war in jener Zeit die Heimat des republikanischen Senators und Präsidentschaftskandidaten James G. Blaine. Munsey wohnte im Augusta House, einem Treffpunkt von Politikerin und Journalisten, und seine Eindrücke vom Politikbetrieb und von dem nicht sehr niveauvollen, aber recht profitablen Zeitungswesens in Augusta weckten eine lebenslange Leidenschaft für Politik und Pressewesen. Munsey beschloss, nach New York zu gehen und dort eine eigene Zeitschrift herauszugeben, ein Jugendmagazin, das Golden Argosy heißen sollte. Als Startkapital hatte er 500 Dollar an eigenen Ersparnissen und 3500 Dollar Beteiligungskapital von zwei Geschäftspartnern, womit er nun geeignete Manuskripte zu kaufen begann, darunter Do or Dare; or, A Brave Boy’s Fight for Fortune von Horatio Alger.

### Argosy

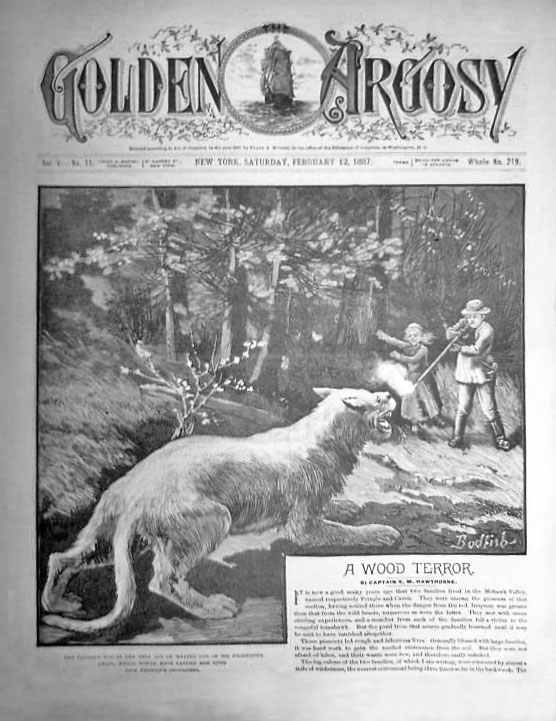
Titelblatt Golden Argosy (1887)

Als Munsey im September 1882 in New York ankam, waren von seinem Kapital nur noch 40 Dollar übrig, zugleich verfügte er über einen Grundstock an Manuskripten. Als einer seiner Geschäftspartner ausstieg, entließ er auch den anderen aus seinen Verpflichtungen. Er war nun ganz frei in seinem Vorgehen, allerdings auch sehr knapp an Kapital. Er schloss mit einem Drucker eine Vereinbarung, nach der er für ihn arbeiten und die Druckerei zugleich sein Magazin herausbringen würde. Am 2. Dezember 1882 erschien Golden Argosy erstmals und von da an wöchentlich. Als die Druckerei fünf Monate später insolvent wurde, wurde Munsey Verleger des Magazins. Mit Hilfe eines Darlehens über 300 Dollar von einem Bankier aus Augusta konnte er weitere Hefte herausbringen, musste aber, da die Mittel zum Ankauf von Manuskripten nicht reichten, sein eigener Autor werden. So schrieb er in der Folge eine Reihe von Jugendromanen, die in Fortsetzungen in Golden Argosy abgedruckt wurden. Der erste dieser Romane war Under Fire, der 1885 erschien. In der Folge erschienen Munseys Romane auch in Buchausgaben.
Munsey experimentierte in den folgenden Jahren, um die Auflage seines Magazins zu steigern, mit Inhalt und Form und änderte auch den Titel, der auf The Argosy verkürzt wurde. Immerhin stieg der Umsatz auf wöchentlich 1.500 Dollar 1887, wodurch eine Basis für den Start weiterer Publikationen gegeben war. Munsey’s Illustrated Weekly, ein politisches Wochenmagazin, das er zur Unterstützung der Präsidentschaftskandidatur Blaines 1884 herausbrachte, erwies sich als kostspieliges Abenteuer. Ebenso wenig erfolgreich war zunächst Munsey’s Weekly, das 1891 zu Munsey’s Magazine umbenannt und auf monatliches Erscheinen umgestellt wurde. 1893 schließlich kam die Umstellung auf das billigere Zeitungsdruckverfahren und die Reduktion des Preises von bislang 25 auf 10 Cent. Damit war das Pulp-Magazin geboren, später bekannt als Dime Novel oder im Deutschen als Heftroman. Zunächst aber blieb es beim Magazinformat. Dies war die Wende zum großen Erfolg. 1898 hatte er die weltweit höchste Magazinauflage.
Um einem Boykott des Vertriebs seines Magazins durch die über seine Billigproduktion empörte Konkurrenz entgegentreten zu können, gründete er seine eigene Vertriebsfirma Red Star News, doch Munsey beließ es nicht dabei, sondern gründete 1895 auch eine eigene Druckerei in New London, Connecticut, und in der Folge eine Hotelkette und eine Lebensmittelkette, die Mohican Stores.
Neben Argosy und Munsey’s Magazine erschienen nun weitere, spezialisierte Zeitschriften: Peterson’s Magazine, Scrap Book (1895), Quaker and Puritan (1897), Junior Munsey (1900), Godey’s Ladies Book (1898), The All-Story (1905), Woman und The Scrap Book (1906), Ocean (1907), Live Wire (1908), Railroad Man’s Magazine (1906), The Cavalier (1908) und Railroad (1919). Die Gesamtauflage 1901, so behauptete Munsey, überstieg die der Hauptkonkurrenten Harper’s, Scribner’s und Century zusammengenommen. 1907 konnte er von sich sagen, er habe in 25 Jahren im Verlagsgeschäft 9 Millionen Dollar verdient.

### Zeitungsimperium
Munsey war sicherlich nicht der erste, der um des Geldes willen Verleger wurde, er war aber einer der ersten, der sich offen dazu bekannte, sein Geschäft ausschließlich mit dem Ziel wirtschaftlichen Erfolgs zu betreiben und dabei völlig nüchtern und unsentimental vorging.
Diese Nüchternheit erregte Anstoß, wenn es um traditionsreiche Zeitungen ging, die Munsey Anfang der 1900er Jahre zu kaufen und zu verkaufen begann und sie oft auch einstellte, um Konkurrenz loszuwerden. 1901 begann er mit der Übernahme der New York Daily News und der Washington Times. 1902 kaufte er The Boston Journal, stellte 1903 dessen Abendausgabe ein und ersetzte sie durch Evening News, die er im folgenden Jahr wieder einstellte. In den folgenden Jahren akquirierte er Philadelphia Times und Baltimore News (1908), New York Press (1912), New York Sun (1916), New York Herald, New York Evening Telegram, Baltimore American, Baltimore News, Baltimore Star (1920), New York Globe (1923) und New York Evening Mail (1924) – und was er kaufte, verkaufte er auch wieder oder stellte es ein, sodass er am Ende seines Lebens nur noch Eigner zweier Zeitungen war, des New York Evening Telegram und der New York Evening Sun. Sein Traum von einem Presseimperium im Stil der großen Trusts war damit für ihn gescheitert, sollte aber später und für andere Wirklichkeit werden – unter anderem für William Randolph Hearst, Käufer von einigen Zeitungen Munseys.
Dass Munsey zahlreiche Publikationen einstellte oder einstellen musste, trug ihm Kritik der betroffenen Leserschaft und den Hass der Journalisten ein. Man nannte ihn „Totengräber des Journalismus“ und sein Ruf wurde auf lange Sicht beschädigt. In einem Nachruf machte William Allen White ihn dafür verantwortlich, dass „aus einem einst edlen Metier eine 8-Prozent-Anlage“ wurde.

### Ende
Auch Munseys politische Ambitionen wurden enttäuscht. Als zuverlässiger Unterstützer der Republikaner hatte er, als Warren G. Harding 1920 Präsident wurde, gehofft, Botschafter am Hof von St. James zu werden, man ignorierte diese Hoffnung aber völlig und Munsey zog sich daraufhin ganz aus der Politik zurück.
Am Ende seines Lebens war er unzufrieden mit dem Erreichten:

„I have no heirs. I am disappointed in my friendships. And I have no clear views on religious problems. Today I have forty million dollars, but what has it brought me? Not happiness.“

„Ich habe keine Erben. Von meinen Freunden bin ich enttäuscht. Auch Klarheit in religiösen Fragen habe ich nicht gefunden. Heute habe ich 40 Millionen Dollar, doch was bringt mir das? Kein Glück.“

Die Geschichte vom Jungen aus kleinen Verhältnissen, der zum Zeitungsmagnaten aufstieg, endete mit einem armen reichen Mann, der 1925 in New York im Kreis von ein paar Bekannten und Angestellten verstarb.

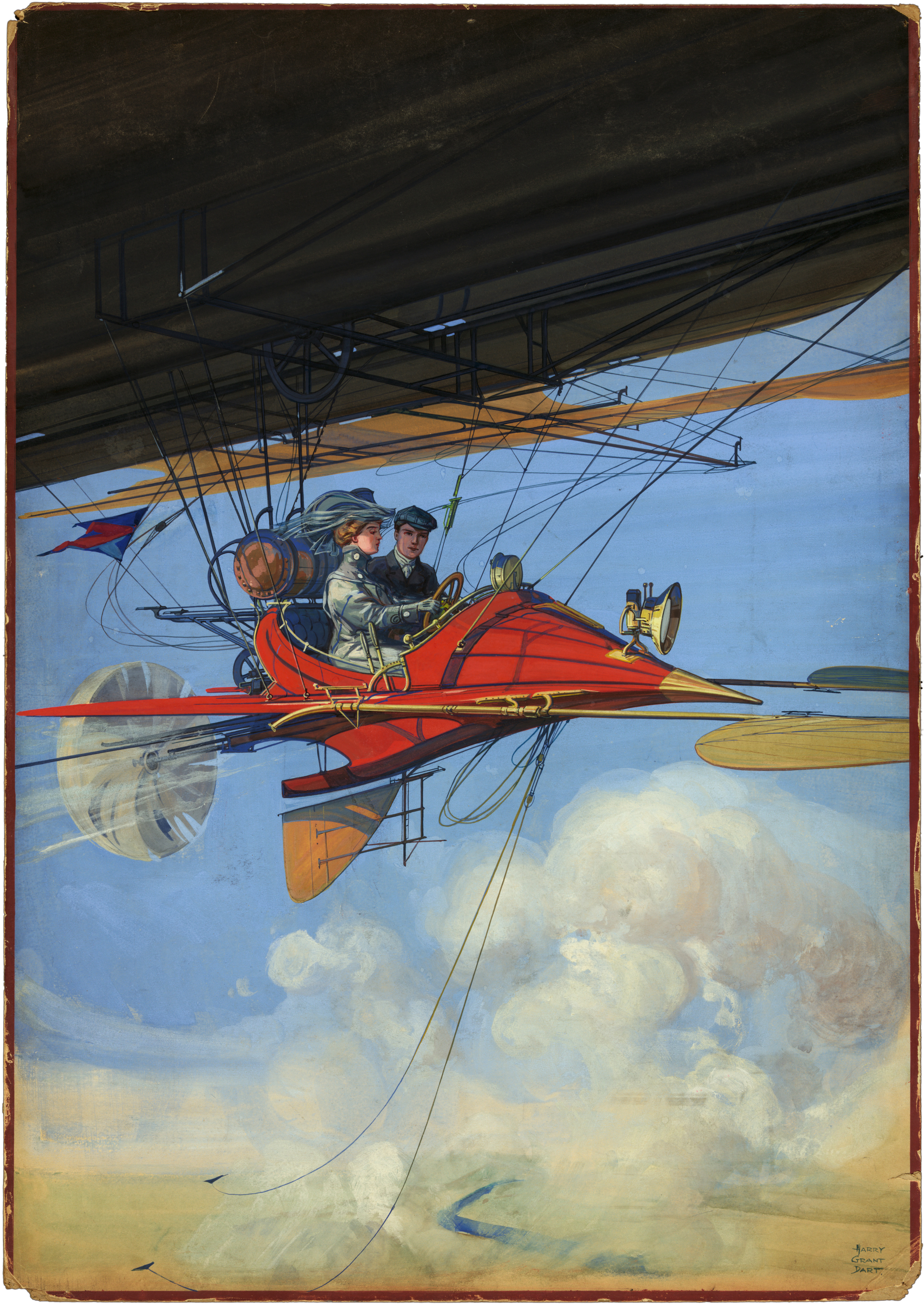
Titelillustration von All-Story mit futuristischem Luftfahrzeug (1908)

Rückblickend von Bedeutung ist Munsey vor allem als Erfinder des Pulp-Magazin-Formats und mittelbar als Wegbereiter der Science-Fiction, da zahlreiche wichtige Autoren aus der Frühzeit der SF und Fantasy ihre Geschichten in Munseys Magazinen veröffentlichten, zu ihnen gehören Edgar Rice Burroughs, Ray Cummings, George Allan England, Ralph Milne Farley, Homer Eon Flint, Austin Hall, Otis Adelbert Kline, Abraham Merritt und Sax Rohmer. Es gab zwar unter den zahlreichen Magazintiteln Munseys kein einziges ausschließlich der Phantastik gewidmetes, dennoch gab es einige, bei denen phantastische Geschichten zumindest einen nennenswerten Anteil hatten. Zu diesen zählen neben The Argosy und Munsey’s Magazine auch The Scrap Book, The All-Story und The Cavalier, wobei auch diese von Munseys Umstellungen, Umbenennungen und Zusammenlegungen nicht verschont wurden und so Titel wie All-Story Weekly und Argosy All-Story Weekly entstanden.

## Bibliographie
Romane
- Under Fire (1885)
- Afloat in a Great City (1887, Digitalisat)
- The Boy Broker (1889, Digitalisat)
- A Tragedy of Errors (1889, Digitalisat)
- Derringforth (1894, Digitalisat)

Essays
- Getting On in Journalism : Address of Frank A. Munsey at the annual meeting of the Press Association of Canada, at Ottawa, March 10, 1898 (1898)
- The Making and Marketing of Munsey's Magazine (1899[4])
- The Founding of the Munsey Publishing-house: Quarter of a Century Old : the Story of the Argosy, Our First Publication, and Incidentally the Story of Munsey's Magazine (1907)
- A Great Event for the Argosy (1907)
- The Story of Argosy (1907[4])
- The Daily Newspaper: Its Relation to the Public (1910)
- Starve the Railroads and We Starve Ourselves (1914)
- Militant American Journalism (1922)